# Caulaincourt
Caulaincourt település Franciaországban, Aisne megyében. Lakosainak száma 144 fő (2022. január 1.). Caulaincourt Attilly, Beauvois-en-Vermandois, Trefcon, Vermand és Pœuilly községekkel határos.

## Népesség
A település népességének változása:
| Lakosok száma | 139  | 122  | 110  | 111  | 139  | 143  | 145  | 144  | 140  | 144  |
|               | 1968 | 1982 | 1990 | 2006 | 2013 | 2015 | 2017 | 2019 | 2020 | 2022 |